# Sanahin

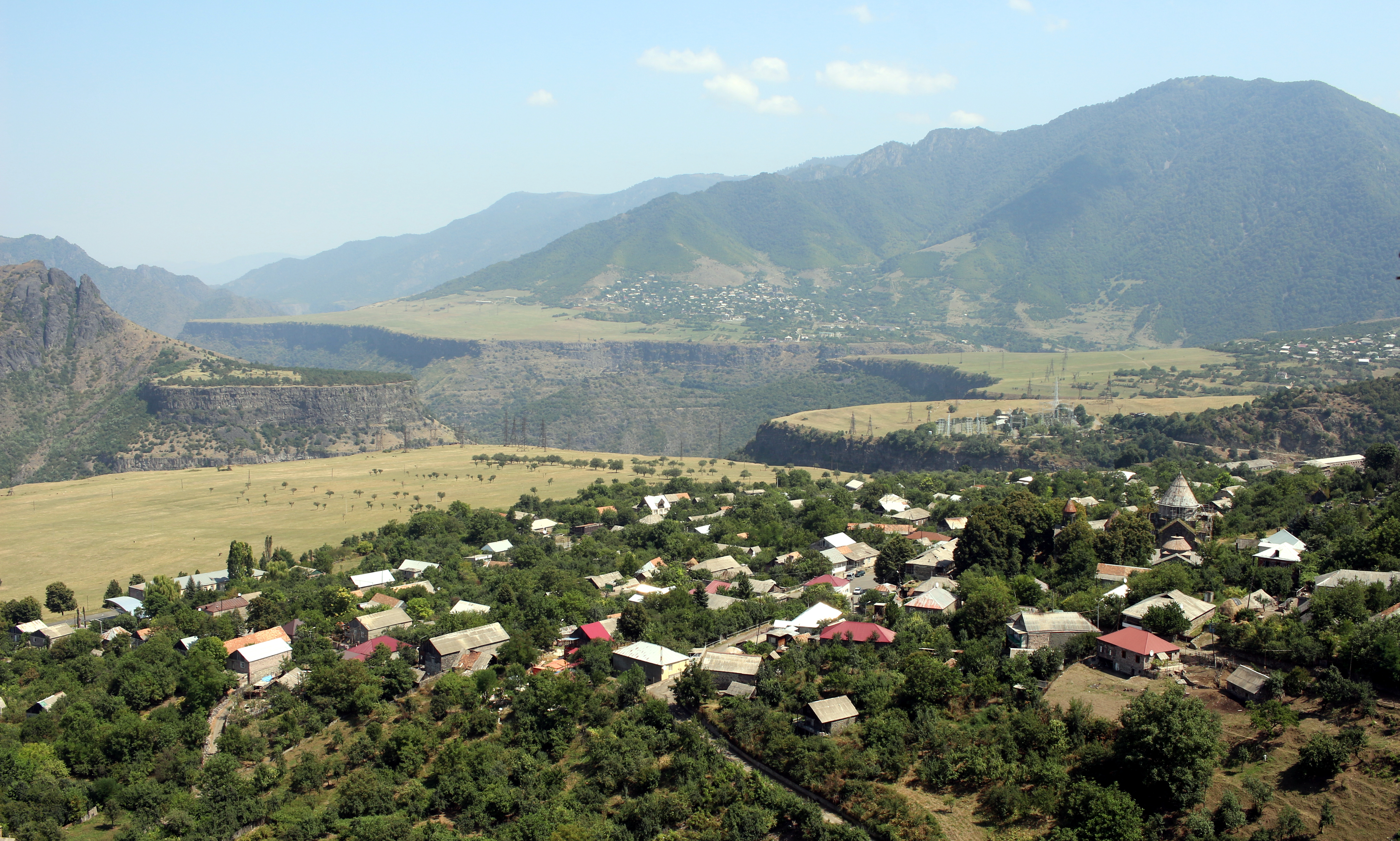
Ansicht von Sanahin, im Hintergrund Haghpat mit Kloster

Sanahin (armenisch Սանահին) ist ein Ortsteil der Stadt Alawerdi im Norden der Provinz Lori in Armenien.

## Geografie
Sanahin liegt auf einem Plateau in Sichtweite von Haghpat, von dem es durch eine tiefe Schlucht getrennt ist, die ein kleiner Zufluss des Debed gegraben hat.
Der Name Sanahin bedeutet im Armenischen wörtlich „Dieses ist älter als jedes“ und dokumentiert den Anspruch, das Kloster sei älter als das in Haghpat. Die zwei Dörfer und ihre Klöster ähneln sich auf vielerlei Art.

## Kloster

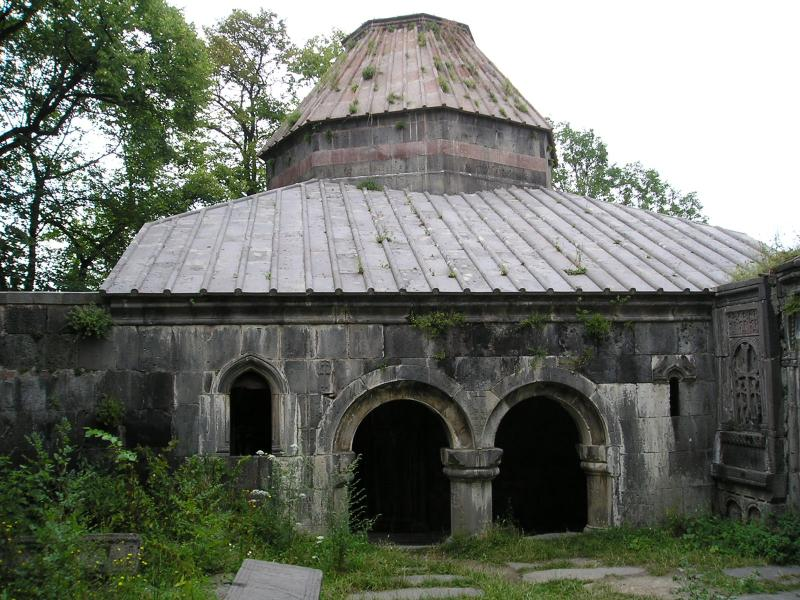
Klosterbibliothek

Das Dorf ist für seinen im 10. Jahrhundert gegründeten Klosterkomplex bekannt. Zusammen mit dem Kloster Haghpat ist es UNESCO-Weltkulturerbe. Der Komplex gehört zur Armenischen Apostolischen Kirche und besitzt zahlreiche Chatschkar.

## Tourismus
Ebenso wie Haghpat wird Sanahin von einer zunehmenden Zahl von Touristen besucht und ist im Programm zahlreicher armenischer Reisebüros enthalten.

## Verkehr
Eine Seilbahn (Pendelbahn) - seit 2015 außer Betrieb - sowie eine serpentinenreiche steile Straße verbinden Sanahin mit dem etwa 250 Höhenmeter tiefer im Tal des Debed gelegenen Zentrum von Alawerdi. Dort befindet sich auch der nächstgelegene Bahnhof an der auf diesem Abschnitt 1899 in Betrieb genommenen Bahnstrecke Tiflis–Jerewan. Ein weiterer Bahnhof an dieser Strecke mit Namen Sanahin liegt ebenfalls im Tal, jedoch etwa vier Kilometer Luftlinie westlich (flussaufwärts).

## Söhne und Töchter

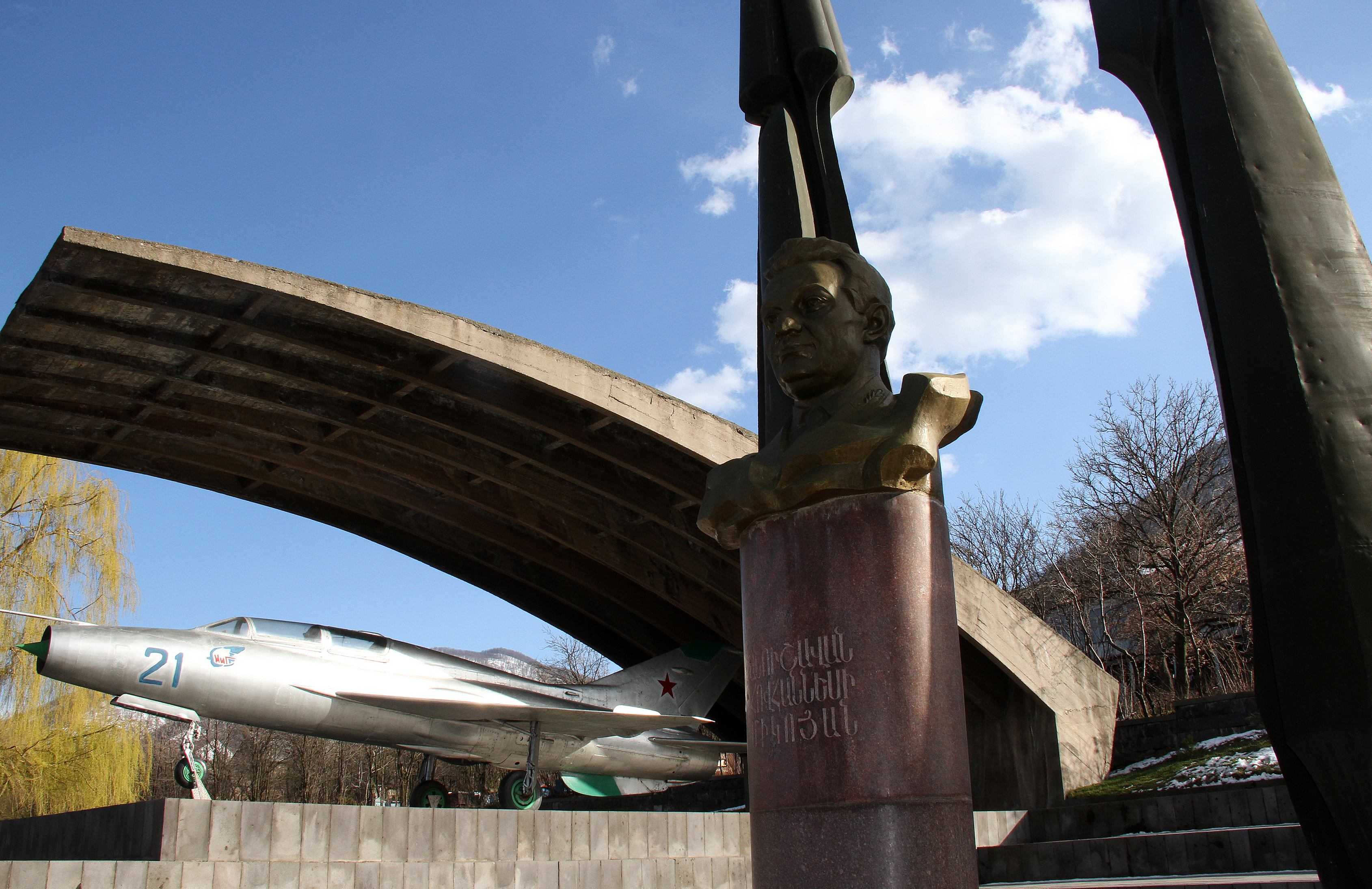
Denkmal für Artjom Iwanowitsch Mikojan

Sanahin ist der Geburtsort der zwei bekannten Brüder Mikojan:
- Artjom Iwanowitsch Mikojan war ein bekannter Flugzeugkonstrukteur und einer der Väter der MiG.
- Anastas Hovhannessi Mikojan war der Politiker mit der längsten Karriere im Politbüro der KPdSU.

Verwandte der Brüder betreiben in der Nähe des Klosters ein kleines Museum in einer ehemaligen Schule.